# Grup d'ajuda mútua
Un grup d'ajuda mútua o GAM, és un grup de persones que es reuneixen per compartir un problema de salut física, psicològica, o una situació social de risc, amb la finalitat de donar-se suport mutu i compartir informació de cara a aconseguir canvis personals i/o socials.
Els grups d'ajuda mútua emfasitzen la interacció personal i l'assumpció individual de responsabilitats per part dels seus membres. Solen proporcionar ajuda material o emocional i promouen uns valors a través dels quals els seus membres poden reforçar la identitat personal.
Hi ha una gran varietat de grups d'ajuda mútua. Poden estar constituïts tant per les persones afectades per una mateixa malaltia o problema com pels seus familiars o cuidadors. Alguns grups d'ajuda mútua se centren al voltant d'una malaltia crònica (per exemple, esclerosi múltiple, insuficiència renal, malaltia coronària…). Altres grups d'ajuda mútua acullen persones amb un problema de conducta personal (alcoholisme o de les drogues, obesitat per menjar amb excés, anorèxia, joc compulsiu) a les quals els és molt difícil fer un canvi d'estil de vida aïlladament. Darrerament han proliferat els grups d'ajuda mútua de persones que pateixen problemes psicosocials (per exemple separació de la parella, dol, pèrdua d'un fill, problemes creats per la vellesa, recent sortits de la presó, de l'hospital, soledat) o bé un problema generat per la mateixa societat (marginació per la delinqüència, homosexualitat, minories ètniques), encara que la diversitat d'aquests grups va en augment.
Els grups d'ajuda mútua estan formats per persones que comparteixen un mateix problema, però sovint reben el suport d'un professional. La presència d'un professional pot ser permanent, eventual, puntual o totalment absent, depenent de la tipologia de la problemàtica tractada i de les característiques dels membres integrants. Assenyalar que l'absència de direcció professional promou la responsabilitat individual i grupal, facilitant l'assumpció d'un rol més actiu i autònom dels individus. D'altra banda, pot dificultar determinats processos terapèutics per manca de formació específica dels membres que integren el grup.
L'Associació d'Alcohòlics Anònims és actualment una de les entitats que més promou els grups d'ajuda mútua, i es considera que en fou una de les creadores.